# Хохлов, Игорь Сергеевич
И́горь Серге́евич Хохло́в (укр. Ігор Сергійович Хохлов; 1933—2007) — советский и украинский тренер по теннису, Заслуженный тренер Украинской ССР, судья международной категории.

## Биография
Родился 16 января 1933 года.
Занимался созданием любительских секций тенниса и тренерской деятельностью, затем долгое время работал ответственным секретарем Федерации тенниса Украины.
Среди его учеников — мастер спорта СССР по теннису, впоследствии заслуженный тренер Украинской ССР — Герман Беньяминов.
Умер 25 июля 2007 года в Киеве Похоронен 1 августа на Байковом кладбище города..